# Ковельська центральна районна бібліотека
| Адреса:              | м. Ковель, вул. Степана Бандери 2 |
| -------------------- | --------------------------------- |
| Рік заснування:      | 1940 рік                          |
| Обсяг фондів:        | 54115 тис. примірників            |
| Директор бібліотеки: | Ольга Георгіївна Пірожик          |
| Вебсайт:             | kovelbook.com.ua/                 |

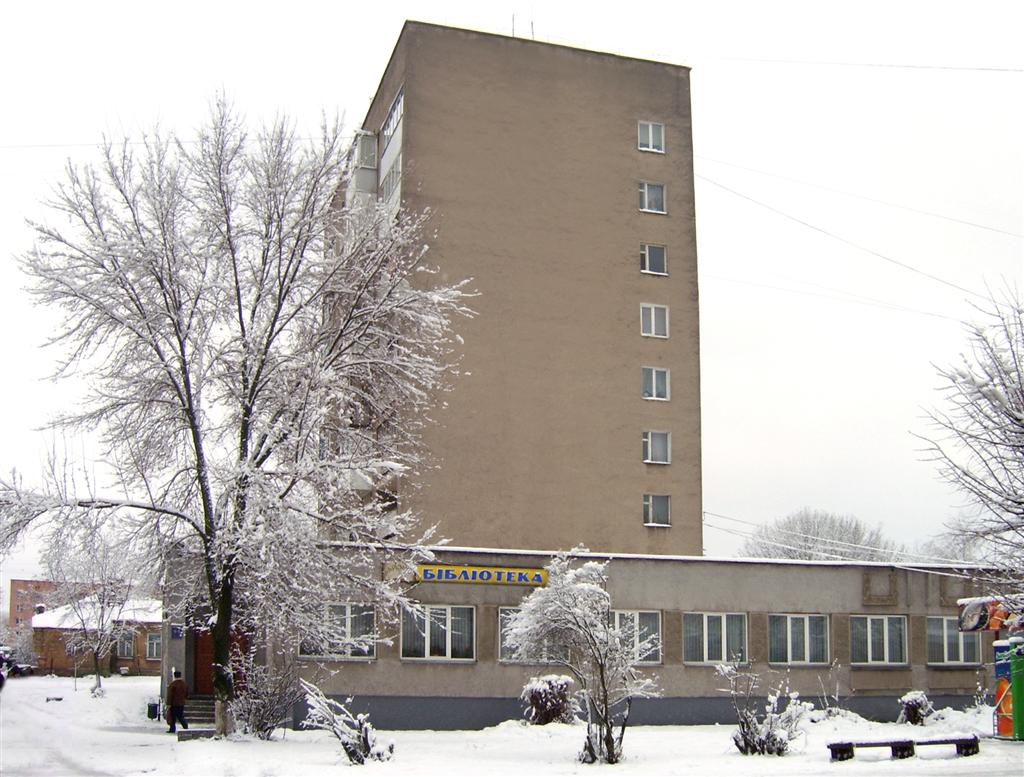
КЗ "Публічна бібліотека"Ковельської територіальної громади

Комунальний заклад "Публічна бібліотека" Ковельської територіальної громади  - провідний просвітницький, культурний, інформаційний та дозвіллєвий  центр Ковельської громади; найбільша  публічна бібліотека  Ковельського району; інформаційний  та методичний центр для бібліотек району.

## Історія
Рік заснування – 1940. Перша згадка про бібліотеку в м.Ковелі знаходиться  в книзі “Історія міст і сіл УРСР”. 
На початку свого існування районна бібліотека складалася лише з двох кімнат. Читачів мали тільки тисячу. Поступово поліпшувалися умови, розширювалося приміщення районної бібліотеки, зростали у височінь стелажі, поповнювались книжкові полички новою літературою. 
У 1957 році бібліотеку перевели в с.Колодяжне в один з будинків музею Лесі Українки. Там бібліотека знаходилась три роки. Згодом знову повернулася на вул. Калініна, 18. 
Згідно перспективного плану централізації державних масових бібліотек та рішення обласного управління культури № 159 від 29 грудня 1979 року бібліотеки району було переведено на централізовану систему бібліотечного обслуговування.
В 1982 році районна бібліотека переселилася в нове гарне приміщення, зручне для всіх. В дев’ятиповерховому будинку, збудованому на розі вулиць Незалежності (тоді – вул. Леніна) і Бандери (тоді – вул. Чкалова) відчинила двері сучасна бібліотека. Вона була збудована на кошти Волинського лінійного виробничого управління магістральних газопроводів.
При бібліотеці працював відділ нестаціонарного обслуговування. На великих підприємствах м. Ковеля (сирзавод, м’ясокомбінат, взуттєва фабрика) були організовані пункти видачі літератури, куди виїздив “бібліобус”.
Діяльність бібліотеки – яскрава сторінка історії культури Ковельського району, віддзеркалення політичних і суспільних процесів краю, літопис життя та розвитку місцевої громади.
В середині 90-х років  в мережі Ковельської централізованої бібліотечної системи (ЦБС) перебувала  41 бібліотека.
З 1999 року  бібліотека почала активно впроваджувати різноманітні платні послуги.
В 2002 році за підтримки райдержадміністрації проведено великий обсяг робіт по оновленню та реставрації бібліотеки.
В 2003 році в бібліотеці було відкрито Інтернет-центр, створений за підтримки Посольства США в Україні.
В 2021 р. центральна районна бібліотека КовельськоїЦБС перейменована у Комунальний заклад "Публічна бібліотека" Ковельської територіальної громади з бібліотеками-філіями в селах: Білин, Доротище, Зелена, Ружин, Тойкут.
Сьогодні адресу Публічної бібліотеки знає майже кожен житель громади. Не одну тисячу читачів виплекала вона. Нині бібліотека – найбільше регіональне сховище документів, яка щорічно обслуговує більше 4  тис. користувачів.

## Струкутра
Відділи бібліотеки :
- Відділ обслуговування

Робота відділу обслуговування спрямована на задоволення інформаційних потреб користувачів, виховання культури читання, змістовне проведення дозвілля.
До відділу обслуговування входять два структурних підрозділи: абонемент і читальна зала. До послуг користувачів більше як 50 тис. примірників документів та 42 назви періодичних видань. 
Читальна зала розрахована на 80 робочих місць. Тут користувачі можуть скористатися словниками, енциклопедичними, довідковими виданнями, посібниками, цінними книгами, журналами та газетами.
- Відділ комп'ютерних бібліотечних технологій та інформаційно-бібліографічної роботи

Послуги відділу комп’ютерних бібліотечних технологій та інформаційно-бібліографічної роботи:
1. безкоштовний доступ до мережі Інтернет
2. вільна Wi-Fi зона
3. правова допомога в режимі он-лайн (щовівторка з 15 до 17 год. згідно графіку прийому спеціалістів)
4. тематичний пошук інформації в мережі Інтернет
5. ХАБ цифрової освіти
6. розміщення на сайті бібліотеки та на стор. у Фейсбук оголошень культурного, соціального змісту
7. чорно-білий та кольоровий друк
8. сканування текстів

- Відділ обробки та комплектування

Відділ здійснює поточне комплектування, докомплектування книжкових фондів через різні джерела, передплачує періодичні видання, облікує фонд, обробляє документи, що надходять до бібліотеки: бібліографічним описом, систематизацією документів та їх технічним опрацюванням. Відділ забезпечує організацію системи каталогів і картотек бібліотеки, які розкривають зміст фондів.

## Фонди бібліотеки
На момент заснування фонд бібліотеки становив 14 тисяч книг,  був укомплектований з подарованої східними областями літератури.
В 1957 році, коли бібліотека переїхала в с. Колодяжне, фонд зріс до 17 тисяч примірників.
Незабаром, в 1982 році, коли бібліотека знову переїжджає в нове приміщення, її фонд становить понад 60 тисяч примірників.
Станом на 2023 рік бібліотечні фонди нараховують 54115 тис. примірників. 

## Бібліотечне обслуговування
Студенти, учні, фахівці різних галузей отримують тут необхідні знання. Протягом 2023 року бібліотека надала свої послуги 3705 користувачам, видано 59611 одиниць документів, зафіксовано 20668 відвідувань бібліотеки мешканцями міста. 
Звернень до сайту бібліотеки – 44443 .
Бібліотечні фонди нараховують 54115 тис.  примірників. Протягом 2023 року у фонди Публічної бібліотеки надійшло книг у кількості 661 примірник.
Користувачі бібліотеки мали можливість читати пресу 42-ох найменувань.
У колективі установи  – 14 працівників. Всі є бібліотечними спеціалістами. 
Кваліфіковане обслуговування користувачів забезпечують:
- Абонемент з окремою кафедрою для обслуговування юнацтва;
- Читальна зала на 8О місць;
- Відділ комп’ютерних бібліотечних технологій та інф-бібліографічної роботи (Інтернет-центр)
- Молодіжний простір

## Керівники
В 1950-х роках приїхали в Ковель випускниці Ніжинського культосвітнього технікуму Ніна Іванівна Соболь, Валентина Петрівна Ятченко, Надія Юхимівна Сліпко. 
Ніна Іванівна Соболь працювала завідувачкою пересувного фонду райбібліотеки, а з 1951 по 1966 – зав. бібліотекою. З 1966 по 1980 – зав. міською бібліотекою. Після централізації бібліотек – заступницею  директорки ЦБС до 1986 року.
З 1966 по 1980 рік районну бібліотеку очолювала Клімашевська Ганна Михайлівна. 
З 01.04.1980р. директоркою бібліотеки була Морозова Неоніла Нилівна, заступницею директорки – Соболь Ніна Іванівна.
З 1991 року Ковельську ЦБС очолювала Галина Михайлівна Божик - заслужений працівник культури України.
З серпня 2023 року КЗ "Публічна бібліотека" Ковельської громади працює під керівництвом Пірожик Ольги Георгіївни.
Джерела
Ковельська центральна районна бібліотека [Електронний ресурс] // Ковельська центральна районна бібліотека – Режим доступу - http://kovelbook.com.ua/ [Архівовано 25 Жовтня 2017 у Wayback Machine.], вільний. - Заголов. з екрану.
https://uk-ua.facebook.com/Ковельська-центральна-районна-бібліотека-128855933888299/